# Den brændemærkede Kvinde
Den brændemærkede Kvinde er en amerikansk stumfilm fra 1920 af Albert Parker.

## Medvirkende
- Norma Talmadge som Ruth Sawyer
- Percy Marmont som Douglas Courtenay
- Vincent Serrano som  Velvet Craft
- George Fawcett som Judge Whitlock
- Grace Studdiford som Dot Belmar
- Gaston Glass som William Whitlock
- Jean Armour
- Edna Murphy som Vivian Bolton
- Henry Carvill som Henry Bolton
- Charles Lane som Herbert Averill
- Sidney Herbert som Detective
- Edouard Durand som Jeweler
- Henrietta Floyd som Miss Weir